# یواس‌اس لارک (ای‌ام-۲۱)
یواس‌اس لارک (ای‌ام-۲۱) (به انگلیسی: USS Lark (AM-21)) یک کشتی بود که طول آن ۱۸۷ فوت ۱۰ اینچ (۵۷٫۲۵ متر) بود. این کشتی در سال ۱۹۱۸ ساخته شد.
وب کلاس Lapwing:
- در 11 مارس 1918 توسط شرکت کشتی سازی و بارانداز خشک بالتیمور، بالتیمور، MD ساخته شد.
- در 6 اوت 1918 راه اندازی شد
- ماموریت USS Lark، Minesweeper شماره 21 ، 12 آوریل 1919
- تعیین AM-21 ، 17 ژوئیه 1920
- طبقه بندی مجدد به عنوان یدک کش ناوگان، AT-168 ، 1 مارس 1944
- طبقه بندی مجدد به عنوان یدک کش ناوگان (قدیمی)، AT(O)-168 ، 15 مه 1944
- در 7 فوریه 1946 در سانفرانسیسکو، کالیفرنیا از رده خارج شد
- در 15 ژانویه 1947 به کمیسیون دریانوردی منتقل شد
- سرنوشت نامعلوم مشخصات فنی:
- جابجایی 950 تن
1944 - 1350 تن.
- طول 187 دقیقه 10 اینچ
- پرتو 35' 6"
- پیش نویس 8' 10"
- سرعت 14 کیلو تن
12 کیلو تن
- مکمل 72
1944 - 75
- تسلیحات: دو .50 کالری. مسلسل ها
1944 - دو پایه 3 اینچی/50 دو منظوره
- پیشرانه: دو دیگ بخار بابکوک و ویلکاکس، یک موتور بخار رفت و برگشتی سه گانه، یک شفت
1944 - دو دیگ بخار اشباع 200psi Babcock و Wilcox هدر، یک موتور بخار رفت و برگشتی عمودی سه گانه انبساط عمودی کشتی سازی بالتیمور و شرکت Dry Dock با قدرت 1400 اسب بخار.